# 삼각뿔형 분자기하
화학에서 삼각뿔형(영어: Trigonal pyramid)은 삼각뿔 바닥면 모서리에 3개의 원자와 꼭짓점에 하나의 원자를 갖는 분자의 기하배치이다. 사면체(사면체형 기하배치와 혼동해서는 아니된다)와 닮았다. 모서리에 있는 3개의 원자가 모두 동일할 때, 분자는 점군 C3v에 속한다.  삼각뿔형 기하배치를 갖는 분자 및 이온에는, 수소화 프닉토젠(XH3), 삼산화제논(XeO3), 염소산 이온(ClO3-), 아황산 이온(SO32-), 아인산 이온(PO3-3)이 있다. 유기화학에서는 삼각뿔형 기하배치를 갖는 분자는 sp3 혼성 오비탈을 가진다고 설명된다. VSEPR 이론의 AXE법에 따르면, 이 기하배치의 분류는 AX3E1로 여겨진다.

## 암모니아의 삼각뿔형 기하배치
암모니아 중의 질소원자는 5개의 원자가전자와 3개의 수소원자와의 결합을 이루고, 옥텟규칙을 만족한다. 따라서, 각각의 결합각을 {\displaystyle \cos ^{-1}\left(-{\frac {1}{3}}\right)}≈ 109.5°와 동일한 정사면체의 기하배치가 이루어진다고 사려된다.  그러나, 3개의 수소원자는 고립전자쌍에 따른 반발을 받아, 기하배치는 결합각 107°의 삼각뿔(정삼각뿔)으로 일그러진다.  대조적으로, 삼불화붕소는 붕소가 고립전자쌍을 갖지 않기에 평면삼각형 기하배치를 이루며 평면이다.  암모니아에서는 삼각뿔형 구조는 재빠른 질소반전을 경험한다.

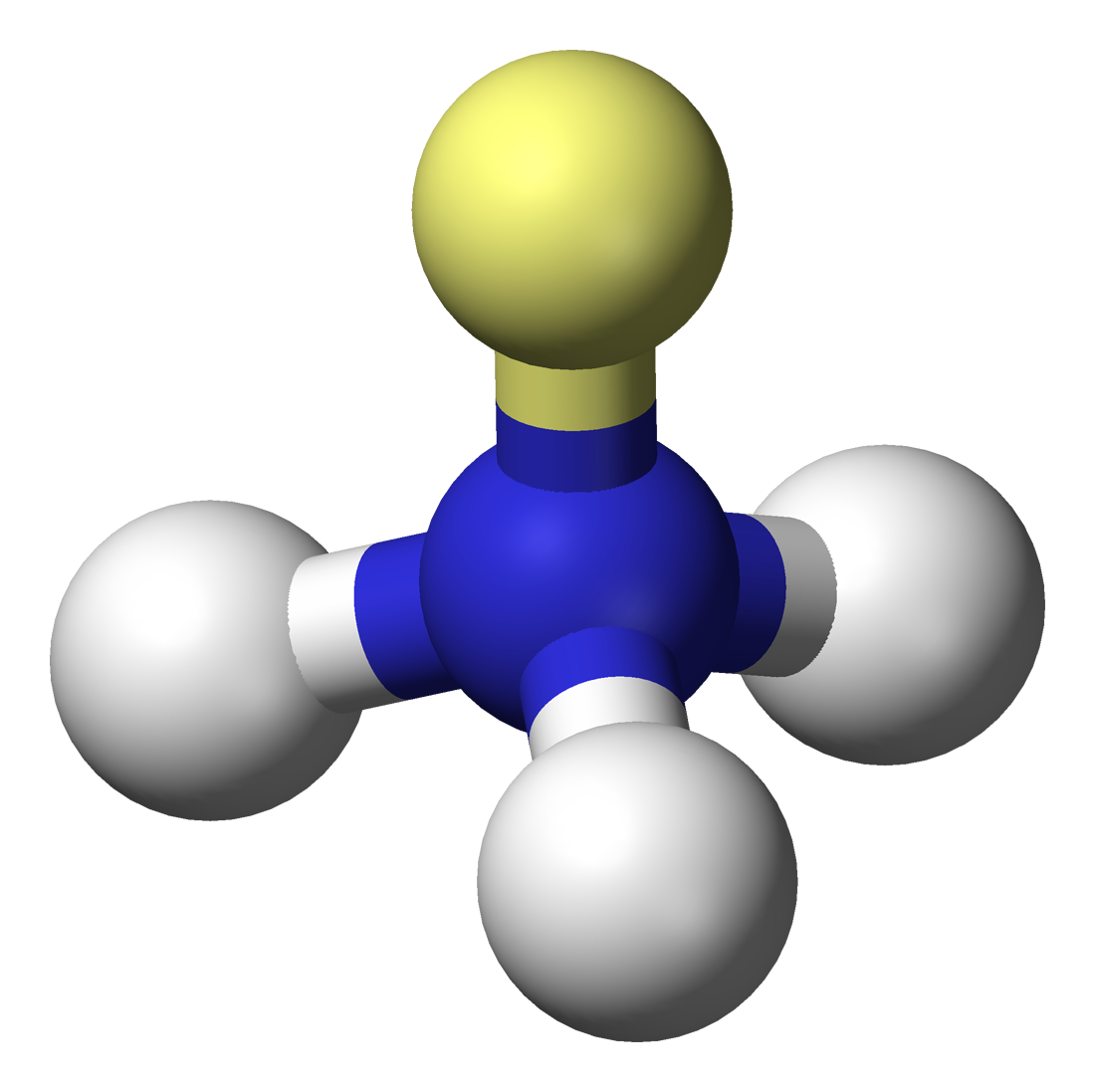
암모니아의 전자쌍 배치는 사면체형이다. 2개의 고립전자는 노란색, 수소원자는 흰색으로 표시되어 있다.
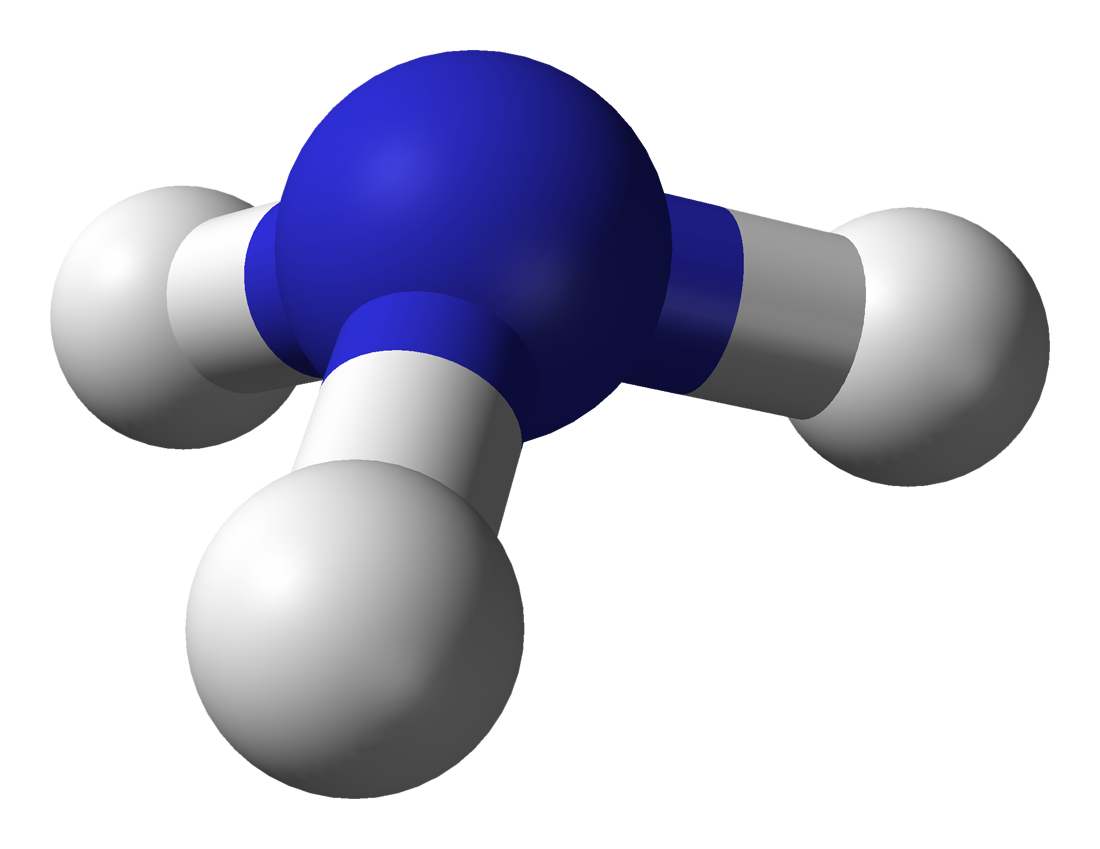
분자의 기하배치는 전자쌍 배치에서 추론할 수 있다. 암모니아는 삼각뿔형 기하배치를 가지는 것으로 나타난다.

## 같이 보기
- VSEPR 이론
- 분자 구조